# Chronicon Lethrense
Il Chronicon Lethrense (danese: Lejrekrøniken, italiano: Cronaca di Lejre) è una breve opera danese del XII secolo, scritta in latino.

## Tema
A differenza del Chronicon Roskildense, che parla principalmente di fatti storici reali avvenuti dopo l'introduzione della Cristianità in Danimarca, il Chronicon Lethrense racconta degli antichi re danesi pre-cristiani e delle storie avventurose eventualmente associate a loro. In questo senso non è molto diverso dalla prima parte della Brevis Historia Regum Dacie di Svend Aagesen, o delle Gesta Danorum di Saxo Grammaticus, anche se è considerevolmente più breve e di qualità molto inferiore. Ci si riferisce a quest'opera anche come la Cronaca dei Re di Lejre.
Uno degli aspetti che si notano nel Chronicon Lethrense è il profondo odio dell'autore per ogni cosa tedesca, che a volte raggiunge proporzioni epiche. Quest'odio è visibile in misura minore nella Brevis Historia Regum Dacie e in misura ancora minore nelle Gesta Danorum.
La versione originale del Chronicon Lethrense è di certo un'opera a sé. Le sue storie sono interessanti e sono state trovate copie di ogni epoca e in ogni luogo; ce n'era una copia negli Annali Latini del XIV secolo della Cattedrale di Lund. Per questo il Chronicon Lethrense è spesso collegato agli Annales Lundenses, di cui ora è una parte.

## Storia
Si pensa che la cronaca sia stata composta nella seconda metà del XII secolo, probabilmente intorno al 1170, e precede la scrittura delle di gran lunga più famose e prolisse Gesta Danorum di Saxo Grammatico, con la quale condivide molte tradizioni non trovate in altre fonti. Il Chronicon Lethrense o un'opera assai vicina ad esso sembra essere una delle molte fonti di Saxo.

## Autore
Anche se l'autore è ignoto, un'ipotesi dice che potrebbe essere un impiegato strettamente connesso alla Chiesa di Roskilde; essa si basa sul grande interesse dell'autore per la città, che egli descrive minuziosamente, narrando come prese questo nome e promettendo l'immortalità della città con la sua opera.